# 大阪城ホール
大阪城ホール（おおさかじょうホール、英: Osaka-Jo Hall）は、大阪府大阪市中央区の大阪城公園内にある多目的アリーナ、ならびに運営企業（株式会社大阪城ホール）の名称。正式名称は大阪城国際文化スポーツホール（おおさかじょうこくさいぶんかスポーツホール）だが、通称の大阪城ホールが一般的な呼び方となっている。略称は「城ホール（じょうホール）」「城ホ（じょうホ）」。

## 概要
1983年10月1日、大阪築城400年まつり（大阪城博覧会）開催に合わせてオープンした。国際級室内陸上競技会が開催可能な規模のアリーナを有する施設としては、日本で最初のものである。大坂城青屋口のほぼ正面、大阪砲兵工廠旧本館跡に所在する。砲兵工廠旧本館（1873年竣工）の保存運動や文化庁の調査指示を無視した大阪市が、1981年5月2日未明に取り壊しを強行したことで話題になった。
構造は楕円形のドーム式で、大阪城に近接していることもあり周囲の景観を損ねないよう、本体部分が地下に埋め込まれている。また地上部分は周囲が石垣に囲まれているなど、設計には配慮がなされている。そのため、大阪城や川向こうのホテルなどから見下ろすと、天井部分だけが見える。両側に太陽の広場と軟式野球場が所在する。
最大収容人数は16,000人（アリーナ席4,500人、客席9,000人、立見席2,500人）。なお、これは中央に格闘技のリングを置いた場合の数字で、通常のコンサートでは1万人前後の収容となる。アリーナ面の座席にユニット化された座席はなく、平面に椅子を並べ、公演によっては仮設スタンドが作られる。
残響時間は1.45秒。これは多目的のアリーナ型大型施設としては画期的で理想に近い。通常これだけの大きな空間を持つ施設であると、残響時間は大幅に長くなりさらに不自然な反響があるため、コンサートはもちろんのこと、講演会や式典時などでも観客が大変聞きづらくなることがある。しかし大阪城ホールでは設計当初よりこの問題を解決するために、天井内での充分な吸音材の使用やスタンド席（2階・3階）の約9,000席を全て布張りにしさらに場内の階段の側面をカーペット地にした。またアリーナに張り出しているスタンド席の先端部も極力面積を小さくすることで、不必要な音の反響を防止している。そのためライブを収録したCD・DVD、テレビやFMラジオ番組も多く生まれている。
音楽イベントの杮落とし公演は喜多郎（1983年10月9日）。最多公演数は松任谷由実の98回（2位は松田聖子の86回）。

## 施設概要
- 構造 - RC造、地下1階 地上3階
- 建築面積 - 14,539m2（延床面積：31,064m2）
- 敷地面積 - 36,351m2
- 竣工 - 1983年
- 総工費 - 106億円
- 設計 - 日建設計
- 施工 - 大成建設・松村組共同企業体
- 施設
  - アリーナ - 面積3,500m2（83m×48m、高さ21m）
  - 城見ホール - 面積827m2
  - コンベンションホール - 面積159m2

## 所在地・アクセス
大阪府大阪市中央区大阪城3-1
- JR大阪環状線「大阪城公園駅」下車 徒歩5分
- Osaka Metro長堀鶴見緑地線「大阪ビジネスパーク駅」下車 徒歩5分

## 運営主体
1982年11月に大阪市の外郭団体である財団法人大阪城ホールが設立され、翌年10月1日にホール自体がオープンした。2011年3月31日に財団法人は解散され、翌4月1日に大阪市が過半数を出資する第三セクター企業である株式会社大阪城ホール（2010年10月1日設立）に事業移管された。

## 主な開催イベント
- 新日本プロレス・ドミニオン - 6月
- ディズニー・オン・アイス - 8月
- NHKおかあさんといっしょ スペシャルステージ - 2010年8月以降
- 全日本マーチングコンテスト - 11月
- 超プロ野球 ULTRA - 12月上旬（2020年は京セラドーム大阪で無観客の上で番組収録のみ実施）
- サントリー1万人の第九 - 12月第1日曜日
- 辻調グループ校・大阪大学・摂南大学・大阪公立大学入学式/学位記授与式（摂南大は学位記授与式のみ寝屋川キャンパス総合体育館で実施、公立大は入学式のみ大阪市中央体育館で開催）

このほか著名なアーティストによるライブが定期的に行われる。